# Fruchtschiff
Ein Fruchtschiff wird zum Transport unempfindlicher Früchte eingesetzt.

## Definitionsunterschied Fruchtschiff/Kühlschiff

### Kühlschiffe
Kühlschiffe werden im Seemännischen Wörterbuch von Claviez als „Schiff, dessen gesamter Laderauminhalt aus isolierten Kühlräumen besteht“ definiert.
Damit sind alle Schiffe ausgeschlossen, die mit sehr starken Lüftungsanlagen der Laderäume unempfindliche Früchte transportieren können, bzw. die einige isolierte Kühlräume und entsprechende Kältemaschinen aufweisen. Letzteres war lange Zeit bei Stückgutschiffen der Linienfahrt üblich, die in Nord-Süd-Diensten eingesetzt wurden. Hier sind besonders der Australien-Dienst, die Süd- und Mittelamerika-Dienste und die Afrika-Dienste gemeint. Einige britische Reedereien hatten um 1960 Stückgut-Linienschiffe im Australien-Dienst in Fahrt, deren Kühlräume eine größere Raumkapazität aufwiesen, als die größten deutschen Kühlschiffe dieser Zeit. Es waren jedoch nach obiger und internationaler Definition keine Kühlschiffe.

### Fruchtschiffe
Fruchtschiffe werden sehr häufig mit Kühlschiffen gleichgesetzt, da sie wie Kühlschiffe Früchte transportieren. Jedoch handelt es sich in der Regel um unempfindliche Früchte, kurze Entfernungen, oder beides. Zu den unempfindlichen Früchten zählen besonders die Zitrusfrüchte, die in Mittelmeerhäfen für Häfen in Nordwesteuropa geladen wurden. Als Beispiel für kurze Distanzen und empfindliche Früchte galten lange Zeit Linien zu den kanarischen Inseln, die Bananen und Tomaten in Fruchtschiffen transportierten. Ein anderes Beispiel für typische Fahrtgebiete mit kurzen Distanzen ist die Karibik. Vor 1900 versorgten ganze Geschwader kleiner Fruchtschiffe, auch „Moskito-Fleet“ genannt, Nordamerika mit Früchten von den Karibik-Inseln.

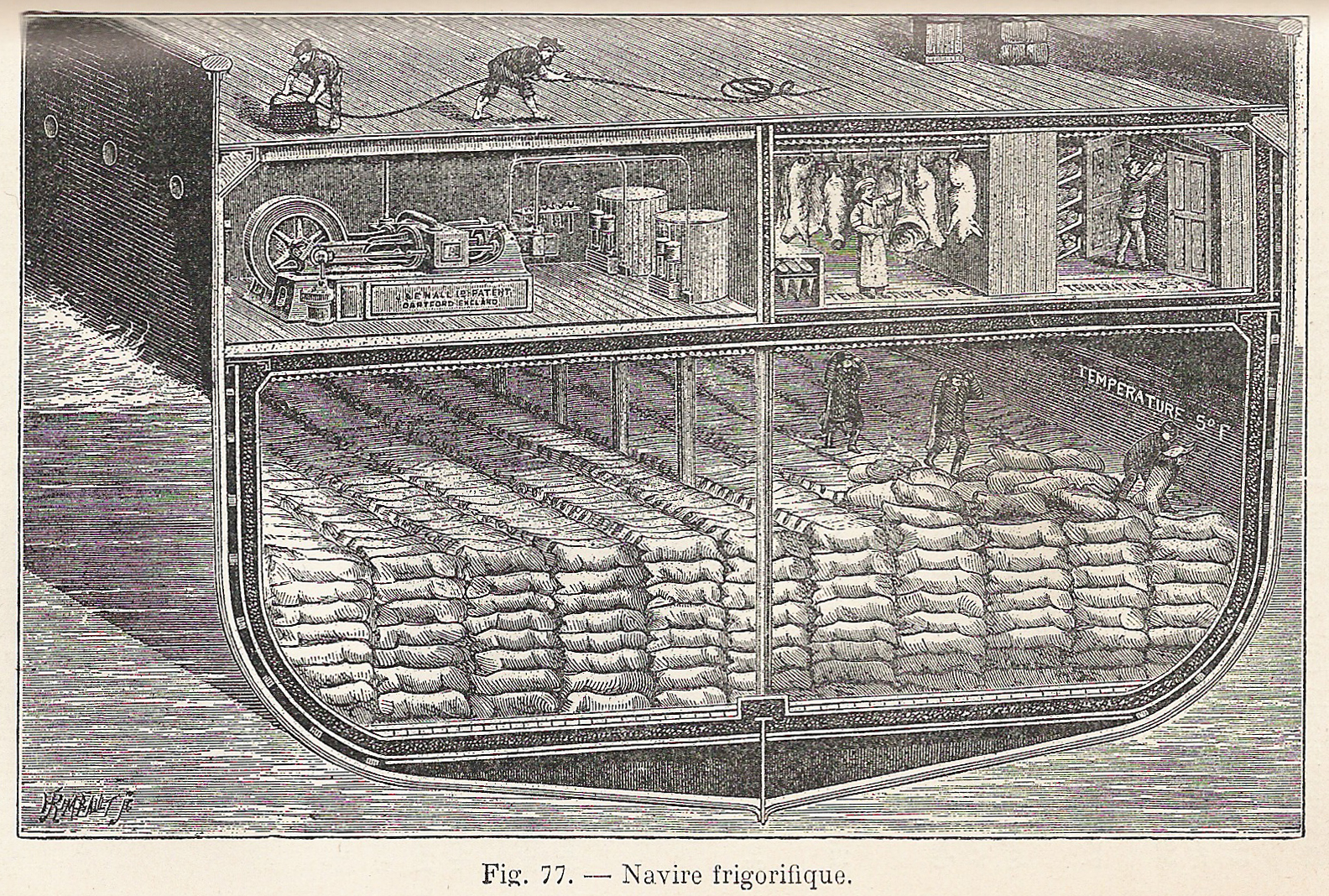
Fleischtransport in Tiefkühlschiffen vor 1900

## Übergang von Fruchtschiffen zu Fruchtkühlschiffen (1896/1897)
Man versuchte vor 1900 sogar, Bananen mit Fruchtschiffen von Jamaika nach England zu transportieren. Da der Großteil der Früchte verdarben, die Bananen in London (Covent Garden) extrem hohe Preise erzielten, war dies der Beginn der Fruchtkühlschifffahrt. Man übernahm die Technologie von den Tiefkühlschiffen, die seit 20 Jahren erfolgreich Fleisch beförderten. Nach mehreren Fehlversuchen u. a. mit bei Minusgraden transportierten Bananen, fand man heraus, dass grüne Bananen Temperaturen unter 12 °C nicht vertragen, denn die anschließende Reifung ergab unansehnliche Früchte, denen das strahlende Gelb fehlte.